# Paracaristius
Paracaristius is een geslacht van straalvinnige vissen uit de familie van caristiden (Caristiidae).